# Zalom
Zalom är ett samhälle i Bosnien och Hercegovina.   Det ligger i entiteten Republika Srpska, i den södra delen av landet, 70 km söder om huvudstaden Sarajevo. Zalom ligger 1 093 meter över havet och antalet invånare är 103.
Terrängen runt Zalom är kuperad åt nordost, men åt sydväst är den platt. Terrängen runt Zalom sluttar västerut. Närmaste större samhälle är Nevesinje, 12,9 km väster om Zalom. 
Omgivningarna runt Zalom är en mosaik av jordbruksmark och naturlig växtlighet. Runt Zalom är det ganska tätbefolkat, med 67 invånare per kvadratkilometer.